# Прибылович, Виктор Николаевич

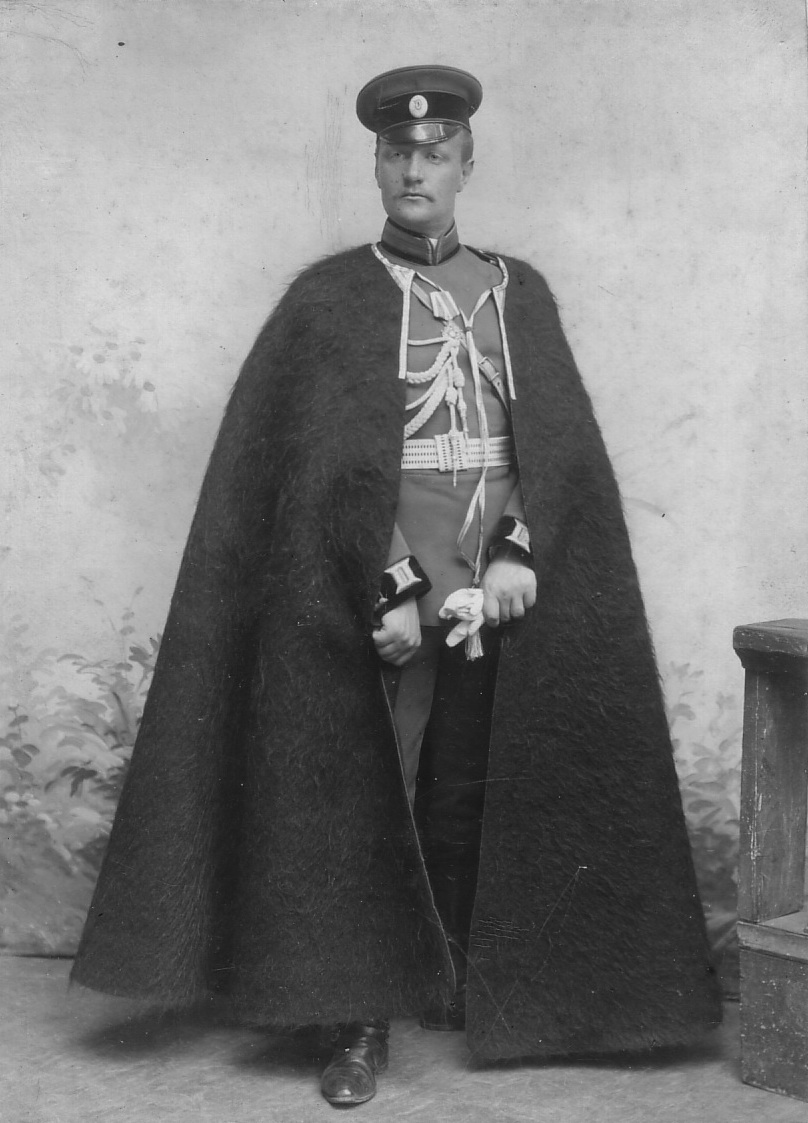
1904 год

Ви́ктор Никола́евич Прибыло́вич (1878—?) — русский военный артиллерист, генерал-майор.

## Семья
Потомственный дворянин, сын коллежского советника, уроженец Ярославской губернии.
Братья:
- Николай (род. 21.06.1877) — на 01.1909 штабс-капитан в 35-й артиллерийской бригаде г. Рязань [1][2]
- Владимир (род. 08.03.1892) — на 11.1917 капитан, командир 1-й батареи 49-й артиллерийской бригады [3]
- Алексей
- Борис
- Иван
- Сергей

## Образование
Образование получил в Симбирском кадетском корпусе

## Послужной список
- В службу вступил 31.08.1895 в Константиновское артиллерийское училище юнкером рядового звания на правах вольноопределяющегося 1-го разряда.
- Унтер-офицер (12.08.1896).
- Портупей-юнкер (03.05.1897).
- Выпущен подпоручиком (ВП 08.08.1898; ст. 12.08.1896) в 35-ю артиллерийскую бригаду г. Рязань.
- Делопроизводитель, и. о. бригадного адъютанта 4-й бригады.
- Поручик (пр. 15.09.1900; ст. 12.08.1900).
- Штабс-капитан (пр. 29.08.1904; ст. 12.08.1904).
- Участник русско-японской войны. За отличия в делах под Ляояном с 13-го по 25-е августа 1904 года награждён орденом Святой Анны 3-й степени с мечами и бантом. За отличия в боях с японцами с 28-го сентября по 5-е октября 1904 года награждён орденом Святого Станислава 2-й степени с мечами. За отличия в делах против японцев с 16-го по 20-е февраля 1905 года награждён орденом Святой Анны 2-й степени с мечами.
- Старший адъютант Управления начальника артиллерии корпуса.
- Капитан «За отличия в деле 22-го февраля 1905» (пр. 31.01.1906; ВП 12.11.1906; ст. 22.02.1905).
- Попеременно старший офицер 1-й, 2-й, 3-й и 4-й батарей 35-ю артиллерийской бригады г. Рязань.
- Перевод в 17-й мортирный артиллерийский дивизион (ВП 08.07.1910).
- Заведующий хозяйством 1-й батареи, вр. командующий 1-й батареей, и.д. младшего штаб-офицера управления.
- Учеба в Офицерской артиллерийской школе (20.02.1912 — 26.09.1912). Окончил курс школы «успешно».
- Председатель дивизионного суда.
- Попеременно старший офицер 1-й и 2-й батарей, вр. командующий 1-й батареей.
- Перевод в 49-й артиллерийскую бригаду. Командующий 5-й батареей (ВП. 21.04.1913).
- Подполковник (ВП. 31.08.1913).
- Попеременно вр. командующий 1-м и 2-м дивизионами.
- Полковник (ВП 30.09.1915; ст. 27.04.1915).
- Перевод в 5-ю стрелковую артиллерийскую бригаду. Командующий 2-м дивизионом (ВП 01.09.1916).
- В годы Гражданской войны с февраля 1919 года исполнял должность инспектора артиллерии 1-го Волжского армейского корпуса под командованием В. О. Каппеля.
- Генерал-майор (08.03.1919) «За отличия в делах против неприятеля».
- Инспектор артиллерии при Верховном Главнокомандующем (29.03.1919)
- Назначен помощником по артиллерийской части главного начальника снабжений и инспекции при Верховном Главнокомандующем (05.1919).
- Полевой Инспектор артиллерии Восточного фронта (01.10.1919).
- Взят в плен в январе 1920 года под Красноярском.
- На 13.02.1920 числился за Особым отделом 5-й армии.

## Цитата
…Познакомился со своими помощниками по артиллерийской и технической части; артиллерист генерал Прибылович произвел превосходное впечатление своими знаниями, энергией, отсутствием шаблона, идейностью взглядов, рыцарской преданностью своему делу и влюбленностью в свою работу./…/Бывая в Ставке, отдыхаю, глядя на работу Полевого Инспектора артиллерии генерала Прибыловича, выполнившего и продолжающего выполнять огромную и планомерную работу по восстановлению нашей артиллерии; сам Прибылович это редкий талант по организации, подвижник идеи и долга, поразительный пример для всех подчиненных в отношении добросовестности, работоспособности и выполнения идеала быть первым среди подчиненных по работе и последним на отдыхе; все у него систематизировано, налажено, находится у него в руках и дает блестящие результаты./…/Работа Прибыловича — это работа настоящего мастера своего дела и талантливого организатора, вполне достойного того высокого поста, который он занимает…— барон Будберг А.П. «Дневник белогвардейца»

## Награды
- Орден Святого Станислава 3-й степени (01.05.1903), мечи и бант к ордену (ВП 05.07.1915), 2-й степени c мечами (25.12.1904; ВП 12.02.1906).
- Орден Святой Анны 3-й степени с мечами и бантом (05.11.1904; ВП 11.08.1905), 2-й степени с мечами (16.04.1905; ВП 08.03.1906), 4-й степени с надписью «За храбрость» (пр. 22.10.1915).
- Медаль «В память русско-японской войны» (1906) (21.01.1906).
- Медаль «В память 300-летия царствования дома Романовых» (21.02.1913).
- Орден Святого Владимира 4-й степени (10.10.1913; ВП 10.10.1913), мечи и бант к ордену (ВП 06.03.1915).